# Makotuku River
Der Makotuku River ist ein Fluss in Neuseeland, der über den Mangawhero River und den Whangaehu River an der Südwestküste der Nordinsel in die Tasmansee entwässert. Seine Quelle liegt am höchsten Berg der Nordinsel, dem 2797 m hohen Mount Ruapehu. Die Mündung in den Mangawhero River liegt südlich der Ortschaft Raetihi. Der Name der Māori lässt sich frei als „Fluss des Silberreihers“ übersetzen.